# Пол Трімболі
Пол Трімболі (англ. Paul Trimboli, нар. 25 лютого 1969, Мельбурн) — австралійський футболіст, що грав на позиції нападника.
Виступав, зокрема, за клуб «Саут Мельбурн», а також національну збірну Австралії.

## Клубна кар'єра
Народився 25 лютого 1969 року в місті Мельбурн. Вихованець Австралійського інституту спорту. У дорослому футболі дебютував 1987 року виступами за «Джордж Кросс», в якому провів один сезон, взявши участь у 28 матчах чемпіонату.
1988 року перейшов до клубу «Саут Мельбурн», за який відіграв 18 сезонів. Більшість часу, проведеного у складі «Саут Мельбурна», був основним гравцем атакувальної ланки команди. За цей час він виграв разом із командою три чемпіонати Національної футбольної ліги (1991, 1998, 1999) та 2 Кубки НФЛ (1990, 1996). Також Трімболі двічі вигравав нагороду найкращого гравця чемпіонату до 21 року (у 1988 та 1989 роках), а також двічі вигравав нагороду гравця сезону, медаль Джонні Воррена (за сезони 1992/93 та 1997/98). Завершив професійну кар'єру футболіста виступами за команду «Саут Мельбурн» у 2004 році.

## Виступи за збірну
Виступав за молодіжну збірну Австралії, з якою був учасником молодіжного чемпіонату світу 1987 року в Чилі, де його збірна не вийшла з групи.
3 грудня 1988 року дебютував в офіційних матчах у складі національної збірної Австралії у відбірковому поєдинку до чемпіонату світу року 1990 проти Фіджі, в якому також забив гол. 
У складі збірної був учасником Кубка націй ОФК 1996 року, де разом з командою здобув «золото», забивши в тому числі гол у першому фінальному матчі проти Таїті (6:0). Цей результат довзолив австралійцям потрапити на Кубок конфедерацій 1997 року у Саудівській Аравії. Однак там Трімболі не зіграв у жодному поєдинку, і Австралія закінчила турнір на 2-му місці. 
В подальшому Пол зіграв і на наступному домашньому Кубку націй ОФК 1998 року та Кубку націй ОФК 2002 року у Новій Зеландії і на обох турнірах разом з командою здобував «срібло».
Всього протягом кар'єри у національній команді, яка тривала 15 років, провів у її формі 46 матчів, забивши 16 голів.

## Подальше життя
З 2006 року Трімболі працював коментатором на каналі 1116 SEN матчів А-ліги та Прем'єр-ліги Вікторії.
21 червня 2011 року був призначений генеральним менеджером з футболу клубу А-ліги «Брисбен Роар». 
25 червня 2012 року Трімболі знову об'єднався з Анге Постекоглу, приєднавшись до «Мельбурн Вікторі» на посаду менеджера з футбольних операцій.

## Титули і досягнення
- Переможець Молодіжного чемпіонату ОФК: 1986
- Чемпіон Національної футбольної ліги (3): 1990–91, 1997–98, 1998–99
- Володар Кубка Національної футбольної ліги (2): 1989–90, 1995–96
- Переможець Кубка націй ОФК: 1996
- Срібний призер Кубка націй ОФК: 1998, 2002
- Фіналіст Кубка конфедерацій: 1997
- Медаль Джо Марстона (найкращому гравцю Гранд-фіналу Національної футбольної ліги) (2): 1992–93, 1997–98
- Медаль найкращому молодому гравцю Національної футбольної ліги (2): 1988, 1989